# Emma Ríos
Compléments
dessinatrice de Pretty Deadly
Emma Ríos, née le 1er avril 1976, est une dessinatrice de comics espagnole.

## Biographie
Emma Ríos naît le 1er avril 1976 à Vilagarcía de Arousa en Espagne. Elle commence à dessiner très jeune mais comme il est difficile en Espagne de vivre de la bande dessinée, elle suit des études pour être architecte. Elle continue cependant à créer des bandes dessinées qui sont publiées dans des fanzines. Elle poste aussi des dessins sur internet. Elle décide de suivre sur Flickr l'auteur anglais Warren Ellis qui le lendemain rédige un texte à propos de ses dessins. Emma Ríos est alors remarquée par Matt Gagnon qui travaille pour l'éditeur Boom! Studios et qui lui propose de travailler sur une mini-série intitulée Hexed. Après cela elle est contactée par Marvel Comics pour qui elle dessine d'abord un épisode de Runaways puis une série limitée Strange the Doctor is Out écrite par Mark Waid. Elle passe alors d'une série à l'autre (Spider-Man, La Cape et l'Épée) jusqu'à sa rencontre avec Kelly Sue DeConnick. Toutes deux réalisent la mini-série Osborn. Elles décident ensuite de créer une nouvelle série Pretty Deadly qui est publiée par Image Comics en 2013,. En 2015, elle scénarise la série Mirror dessinée par l'artiste malaisienne Hwei Lim. Depuis, elle travaille sur ces deux projets.
En 2020, elle reçoit le prix Eisner du meilleur artiste de couverture pour son travail sur la série Pretty Deadly, publiée par Image Comics.